# Mary Antoinette Brown-Sherman
Mary Antoinette Brown-Sherman (* 27. Oktober 1926 in Liberia; † 3. Juni 2004 in Houston, Texas) war eine liberianische Pädagogin und Afrikas erste Universitäts-Präsidentin.

## Leben
Mary Antoinette Brown-Sherman wurde 1926 in Liberia geboren. Nach ihrem Schulbesuch studierte sie ab 1943 an der Universität von Liberia Pädagogik.
Sie arbeitete in verschiedenen Funktionen an der University of Liberia, war Vorsitzende des Lehrer-Kollegs und Vizepräsidentin für akademische Angelegenheiten.
Ein Schwerpunkt war der Aufbau der Internatsschule in Fendall, sie diente als „University Primary School“. Sie gründete auch die Hochschule für Landwirtschaft und Forsten in Monrovia.
In den frühen 1980er Jahren veranstaltete die University of Liberia die erste westafrikanische Rektorenkonferenz.
Von 1978 bis 1984 war Brown-Sherman die erste Universitäts-Präsidentin Afrikas und kämpfte nach dem Militärputsch des Samuel K. Doe mutig gegen die Übergriffe der Putschisten auf den Studienbetrieb. Am 22. August 1984 erfolgte ihre Amtsenthebung; diesem ging ein Ultimatum der Militär-Junta voraus, Studenten und Dozenten – darunter auch den Dekan für Sozialwissenschaften Amos Sawyer – auszuliefern, was Brown-Sherman tapfer verweigerte. Nach ihrer Entlassung verließ sie unverzüglich Liberia und emigrierte in die USA. In den Vereinigten Staaten unterstützte sie die liberianischen Exilanten.